# Dorfkirche Dyrotz

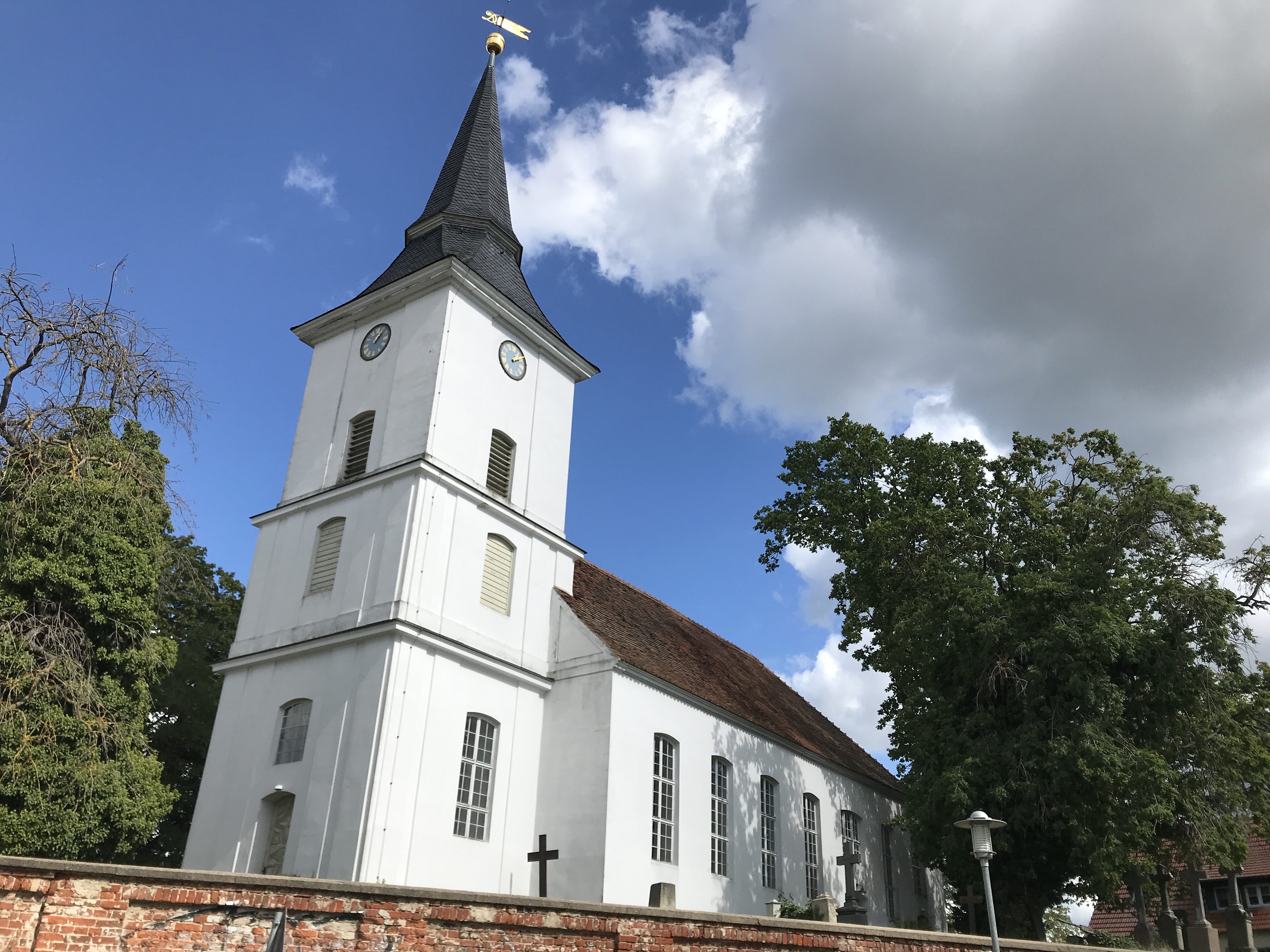
Dorfkirche Dyrotz

Die evangelische Dorfkirche Dyrotz ist eine barocke Saalkirche in Dyrotz, einem Ortsteil der Gemeinde Wustermark im Landkreis Havelland im Land Brandenburg. Die Kirchengemeinde gehört zum Kirchenkreis Falkensee der Evangelischen Kirche Berlin-Brandenburg-schlesische Oberlausitz.

## Lage
Die Berliner Allee führt von Westen kommend über den Havelkanal nach Osten durch den Ort. Von ihr zweigt die Kirchstraße nach Norden ab. Die Kirche steht nordöstlich dieser Kreuzung auf einer Anhöhe mit einem Kirchfriedhof, der mit einer Mauer aus teilweise verputzten Mauersteinen eingefriedet ist.

## Geschichte
Das Dorf befand sich im 17. Jahrhundert im Besitz der Familie von Ribbeck, die auch das Kirchenpatronat hielten. Sie investieren um/nach 1680 Geld in einen Kirchenbau, bei dem vermutlich ein Vorgängerbau aus der Mitte des 17. Jahrhunderts mit einbezogen wurde. Der Umbau war vermutlich im Jahr 1737 fertiggestellt. Im Jahr 1745 kam ein Kirchturm hinzu, der im Jahr 1883 eine zweigeschossige Turmhaube erhielt. Die Orgel wurde im Jahr 1906 ausgebaut, das Bauwerk in den Jahren 1993 bis 1997 restauriert.

## Baubeschreibung

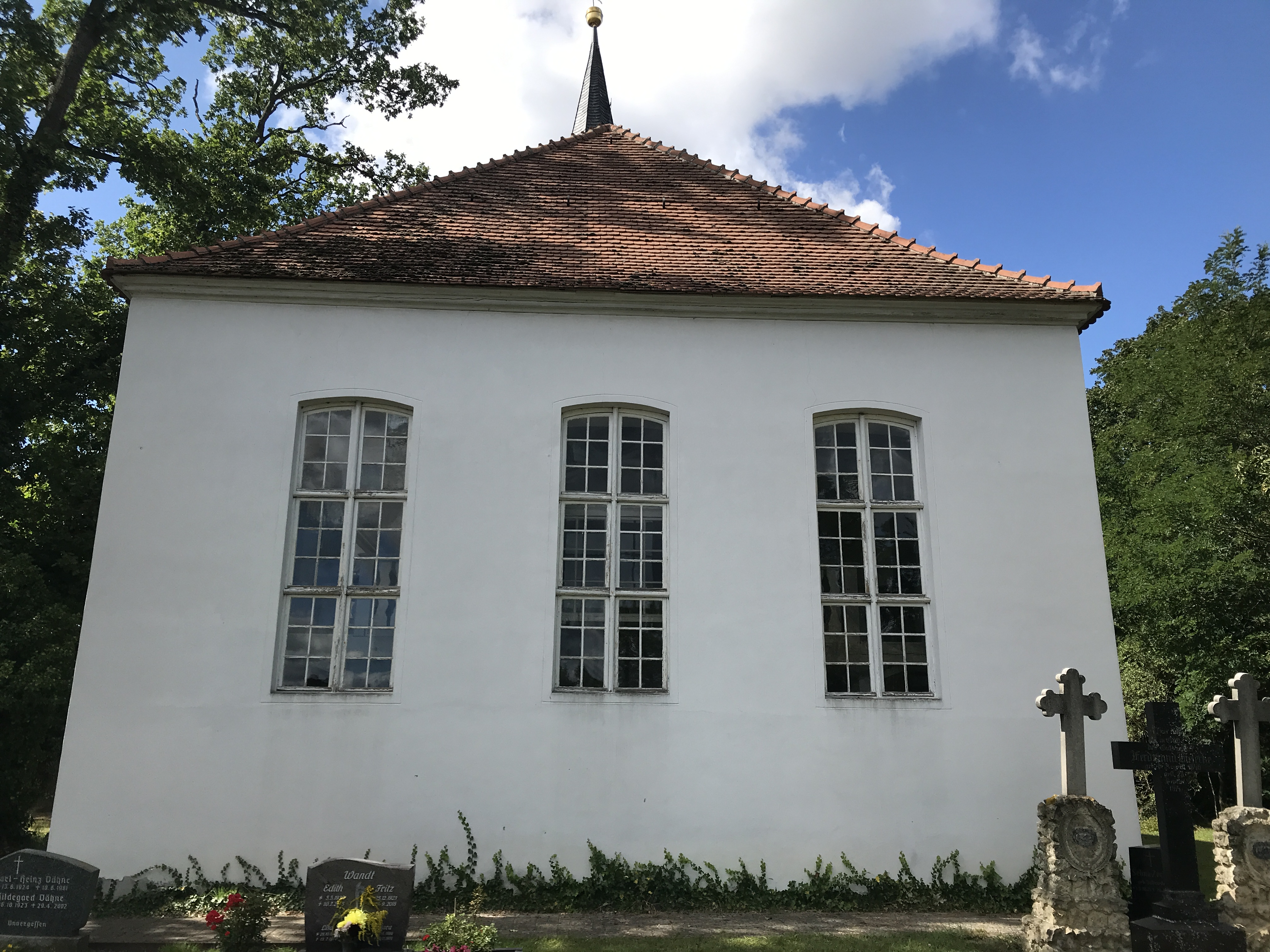
Ansicht von Osten

Das Bauwerk wurde im Wesentlichen aus Mauersteinen errichtet, die anschließend verputzt wurden. Das Kirchenschiff hat einen rechteckigen Grundriss. An der Ostwand besitzt es drei große, segmentbogige Fenster, die sich annähernd über die gesamte Fassadenhöhe erstrecken. An der Nordseite des Langhauses sind sechs ebensolche Fenster sowie eine aufgrund der hochgesetzten Sohlbank deutlich kleinere, aber breitere Öffnung in der von Osten aus dritten Achse angeordnet. Die Südseite ist achssymmetrisch zur Nordwand gestaltet. Zusätzlich befinden sich hier unter dem verkürzten Fenster in der von Osten aus ersten Achse eine einflüglige Pforte und unter der breiteren Fensteröffnung in der dritten Achse ein doppelflügeliges Portal.
Der Kirchturm hat einen quadratischen Grundriss und ist gegenüber dem Schiff stark eingezogen. Er kann durch eine ebenfalls segmentbogige Pforte von Westen her betreten werden; darüber ist ein kleines Fenster. An der Nord- und Südseite sind je ein weiteres Fenster. Das mittlere Geschoss ist optisch durch ein Gesims vom Erdgeschoss getrennt. Es geht im Schiff in eine umlaufende Voute an der Dachtraufe über. In diesem Geschoss sind an den drei Seiten je eine Klangarkade, gefolgt von einem weiteren Gesims und vier weiteren Klangarkaden. Oberhalb ist eine Turmuhr. Darauf sitzt der spitze Helm, der mit Turmkugel und Wetterfahne abschließt.

## Ausstattung
Der Kanzelaltar ist in die Ostempore eingefügt und auf das Jahr 1752 datiert. Das Brandenburgische Landesamt für Denkmalpflege und Archäologische Landesmuseum (BLDAM) bezeichnet ihn in seiner Denkmaldatenbank als „qualitätsvoll“. Er besteht aus einem polygonal geschwungenen Kanzelkorb, in dessen Brüstungsfeldern „ausdrucksvolle“ Bilder von Jesus Christus und den Evangelisten zu sehen sind. Sie werden von Lorbeerkartuschen umrahmt. Seitlich befindet sich je eine Säulengruppe, deren Wangen mit Rocaille und Weintrauben verziert sind. Oberhalb ist ein gesprengter Giebel mit einem Posaunenengel, darüber ein Schalldeckel, der mit dem Auge Gottes in einer Strahlenglorie verziert ist. Daneben stehen Teile eines Orgelprospekts mit Rokokoschnitzwerk, das 1773 hinzu kam. Die hölzerne, sechseckige Fünte aus der ersten Hälfte des 17. Jahrhunderts ist farbig gefasst und steht auf einem niedrigen Fuß.
Ein rund 1,60 m großer Taufengel aus der ersten Hälfte des 18. Jahrhunderts geht auf eine Stiftung derer von Ribbeck zurück. Das BLDAM lobt seine „hervorragende künstlerische Qualität“. Das Werk wird dem Künstler Johann Georg Glume zugeschrieben. Der Taufengel hält in seiner rechten Hand eine weiße Muschelschale. In der linken Hand dürfte er einen Palmzweig gehalten haben, der jedoch nicht mehr vorhanden ist. Das BLDAM lobt die „Bewegtheit der plastischen Formen, die durch die auseinandergespreizten Flügelfedern und die tänzerische Stellung der Beine zum Ausdruck kommt“. Das Werk wurde 1906/1907 überfasst und 2004 restauriert, nachdem es zuvor offenbar von der Decke gefallen war. Bei der Restauration wurde das durch Wurmbefall stark zerstörte Holz gesichert, einzelne Holzverluste ergänzt und eine neue Aufhängung angebracht. Neben einer Reinigung, Malschichtfestigung und Kittung fanden einzelne Retuschen statt. Seit 2004 hängt er wieder an seinem historischen Ort vor dem Altar.
Zur weiteren Kirchenausstattung zählt die umlaufende Empore, die durch die seitlichen Eingänge und den Kanzelaltar unterbrochen wird. Die Brüstungsfelder sind mit bäuerlicher Blumenmalerei verziert, ebenso die Patronatsloge. Sie stammt wie auch das Gestühl aus der Zeit um 1752 und wurde 1906/1907 restauriert.
Das Bauwerk trägt im Innern eine flache Decke, die mit einer Voute verziert ist. Im Turm hängt eine Glocke aus dem Jahr 1401. Südöstlich vor dem Bauwerk erinnert ein Findling an die Gefallenen aus dem Ersten Weltkrieg. Das Denkmal wurde mittels einer Steinplatte ergänzt, auf dem an die Gefallenen aus dem Zweiten Weltkrieg erinnert wird. Südlich befindet sich das Grab der Gutsbesitzerfamilie Kobitz.